# دهه ۱۴۳۰ (میلادی)
دهه ۱۴۳۰ (میلادی) صد و چهل و سومین دهه تقویم میلادی است.

## درگذشتگان
‎